# Esopus crassus
Esopus crassus is een krabbensoort uit de familie van de Epialtidae. De wetenschappelijke naam van de soort werd in 1875 voor het eerst geldig gepubliceerd door Alphonse Milne-Edwards.